# Frère(s)
 (novembre 2024).

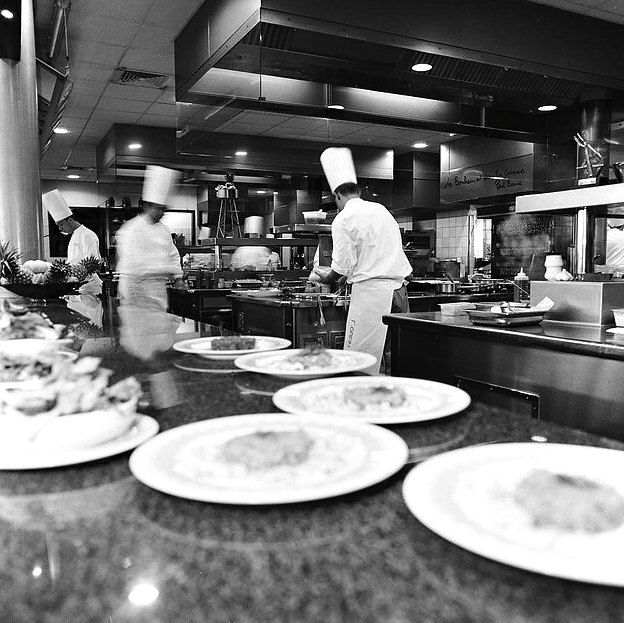
Une cuisine de table étoilée.

Frère(s) est une pièce de théâtre de 2022 du dramaturge français Clément Marchand.

## Argument
Deux jeunes gens que tout oppose se retrouvent dans une classe de formation au certificat d'aptitude professionnelle de cuisine : Maxime, un gamin révolté en échec scolaire, fervent de football, qui est surtout là pour éviter le cursus de plomberie et aussi parce qu’il aime bien Top Chef, et Émile, fils d’un chef étoilé, qui maitrise déjà bien des aspects du métier de cuisinier. Tous deux vont subir la hiérarchie pesante et même l’ambiance toxique de l’enseignement professionnel puis de leurs premiers emplois. Progressivement un lien fraternel va s’établir, jusqu’à faire évoquer le projet de créer ensemble un restaurant. Mais cela ne sera pas facile.

## Production
L’idée de départ, centrée sur les conditions de travail dans la haute restauration, a été apportée à Clément Marchand par Guillaume Tagnati et Jean-Baptiste Guichard qui deviendront les deux acteurs du spectacle. La pièce est montée par la compagnie du Chemin ordinaire en 2022. La musique est de Patrick Biyik, la chorégraphie de Delphine Jungman. Le spectacle est présenté d’abord au Festival Off d'Avignon en juillet 2022. Par la suite la pièce est jouée en tournée, en France et à l'étranger, avec un retour à Avignon en 2023 (La Scala Provence) et en 2024 (théâtre des Corps Saints),. En octobre 2023, la pièce fait l'ouverture du festival de journalisme culinaire à Lille.

## Analyse
Le thème de l'amitié masculine, de ses limites et des regrets liés aux occasions perdues sous-tend l'histoire des personnages,,. Cette pièce aborde aussi la question des conditions de travail dans la haute restauration, sujet qui a été sorti de l'ombre dans des affaires judiciaires contemporaines,.

## Réception critique
Les critiques sont en général positives. Ainsi Marie-Laure Barbaud, sur M La Scène, salue le dynamisme de la mise en scène, le jeu des décors et l'engagement total des comédiens. Sophie Marchand, sur Radio Nova, apprécie, elle, « un bon jeu d’acteurs, une écriture qui fait mouche, un sujet qui touche droit au cœur ». Catherine Robert, dans La Terrasse, a vu « une comédie douce-amère très réussie » et a particulièrement aimé « la chorégraphie de Delphine Jungman [qui] fait danser les corps pour raconter les émotions que le texte dissèque avec sensibilité, humour et pudeur ».
Les professionnels de la restauration ne restent pas à l'écart de l'enthousiasme. Anouk Solliez, dans Alimentation générale, trouve dans cette pièce intense et juste la dénonciation de la dureté d’un « milieu masculin et viriliste » ; elle apprécie les  « dialogues engagés, mais accessibles à tous, que l’on soit averti ou non des problématiques de la profession ». En 2024, le spectacle est « ovationné par un parterre prestigieux de professionnels de la cuisine ».